# Christa Lee Williams
Christa Lee Williams (Houston, Texas, 8 février 1978 - ) est une joueuse de softball américaine. Elle remporta en 1996 une médaille d'or en softball aux Jeux olympiques d'Atlanta avec l'équipe américaine de softball puis en 2000 aux Jeux olympiques de Sydney.